# Everardus Wittert van Hoogland (1875-1959)
Everardus Bonifacius François Frederik baron Wittert van Hoogland, heer van Hoogland, Emiclaer, Langenoorth en Bloemendaal (Den Haag, 2 april 1875 - Apeldoorn, 24 december 1959), was een van de voormannen van de katholieke sociale beweging en binnen de 'Algemeene Bond van RK-kiesverenigingen'.

## Sociaal bewogen
Wittert van Hoogland stamde uit het katholiek adellijk geslacht Wittert. Hij bezocht het gymnasium Haganum in Den Haag en het gymnasium Sint-Willibrorduscollege in Katwijk aan den Rijn. Daarna studeerde hij rechten in Leiden. Vanaf zijn studententijd was hij een sociaal bewogen mens. Van 1904 tot 1906 werkte hij bij Rijkswaterstaat en vanaf 1906 was hij commies-griffier bij de Eerste Kamer. Hij begon zich te keren tegen het materialisme van de fabrikanten en het was zijn overtuiging dat de aristocratie de arbeiders en de onderlaag van de bevolking moest verheffen. Achter de schermen hielp hij mee bij de totstandkoming van de Invaliditeitswet en de Ziektewet (tussen 1909 en 1913). Hij bepleitte een katholieke/sociaaldemocratische coalitie. Hoewel hij geen socialist was, zag hij dit als een praktische oplossing voor de belangenbehartiging van de arbeiders. Deze activiteiten leverden hem de bijnaam 'De rode baron' op.
Tijdens de revolutiepoging van de socialisten in november 1918 leidde Wittert echter het Haagse verzet tegen de revolutionairen. Op 17 november 1918 leidde hij de katholieke demonstratie tegen de revolutie in de Haagse Houtrusthallen. Nadat het revolutiegevaar was overgewaaid werd hij voorzitter van de Raad van Arbeid van Den Haag. Hij bleek een warm voorstander van de medezeggenschap van arbeiders in bedrijfsraden. Sinds 1920 was hij Eerste Kamerlid voor de Roomsch Katholieke Bond en hielp hij mee bij de totstandkoming van de Ongevallenwet. Tevens werd hij tot voorzitter van de Vereeniging van Raden van Arbeid gekozen.
Zijn echtscheiding in 1921 veroorzaakte een breuk met de R.K. Bond. In 1922 stichtte hij de Ultrem-club en later werd hij lid van de St.-Michaëlbeweging (1924) van Johannes Veraart. Deze twee groeperingen streefden naar een democratisering van de R.K. Bond. In 1926 kwam die democratisering er toen de R.K. Bond omgevormd werd tot de Roomsch-Katholieke Staatspartij. Wittert was toen echter al uit de katholieke partij gestapt en had zijn voorzitterschap van de Vereeniging van Raden van Arbeid neergelegd, wegens privé-omstandigheden; hij wilde een tweede huwelijk aangaan, en had tevens ruzie gekregen met prins Hendrik.

## Houding tijdens en na de oorlog
In 1929 werd hij opnieuw voorzitter van de Vereeniging. Tijdens de bezetting bleef hij voorzitter, maar dat kwam voornamelijk omdat hij in 1940 'sympathiserend' lid van de NSB was geworden. Hij zag zijn lidmaatschap als een (overigens geslaagde) poging om nationaalsocialistische invloed buiten de Vereeniging te houden. Na de bevrijding werd hem dat echter niet in dank af genomen, waarop Wittert het voorzitterschap neerlegde. Een zuiveringscommissie nam hem al zijn onderscheidingen en zijn pensioen af. Daarna leefde hij in relatieve armoede, hoewel hij later een deel van zijn pensioen terugkreeg. Hij was echter een verbitterd man geworden en schreef talrijke werkjes waarin hij zijn gedrag tijdens de oorlog rechtvaardigde. Zijn omvangrijke papieren nalatenschap die zich in het Nationaal Archief bevindt is een bron voor historici.
Wittert van Hoogland was ook genealoog. Van 1903 tot 1945 was hij lid van de redactie van het Nederland's Adelsboek, dat jaarlijks verschijnt. Wittert deed voornamelijk onderzoeken naar stambomen en stamreeksen van de Nederlandse adellijke families.
Wittert van Hoogland ligt begraven in het familiegraf op de begraafplaats naast de Sint-Martinuskerk in Hoogland. Zijn archief wordt beheerd door het Nationaal Archief in Den Haag.
- Biografisch Portaal: 62140759
- CiNii: DA06914519
- Digitale Bibliotheek voor de Nederlandse Letteren: witt043
- International Standard Name Identifier: 0000 0003 9788 5943
- Library of Congress Control Number: nb2002061711
- Nederlandse Thesaurus van Auteursnamen: 069198497
- Parlement.com: vg09lld3f4z9
- Virtual International Authority File: 66833465